# Johann Gottlieb Naumann

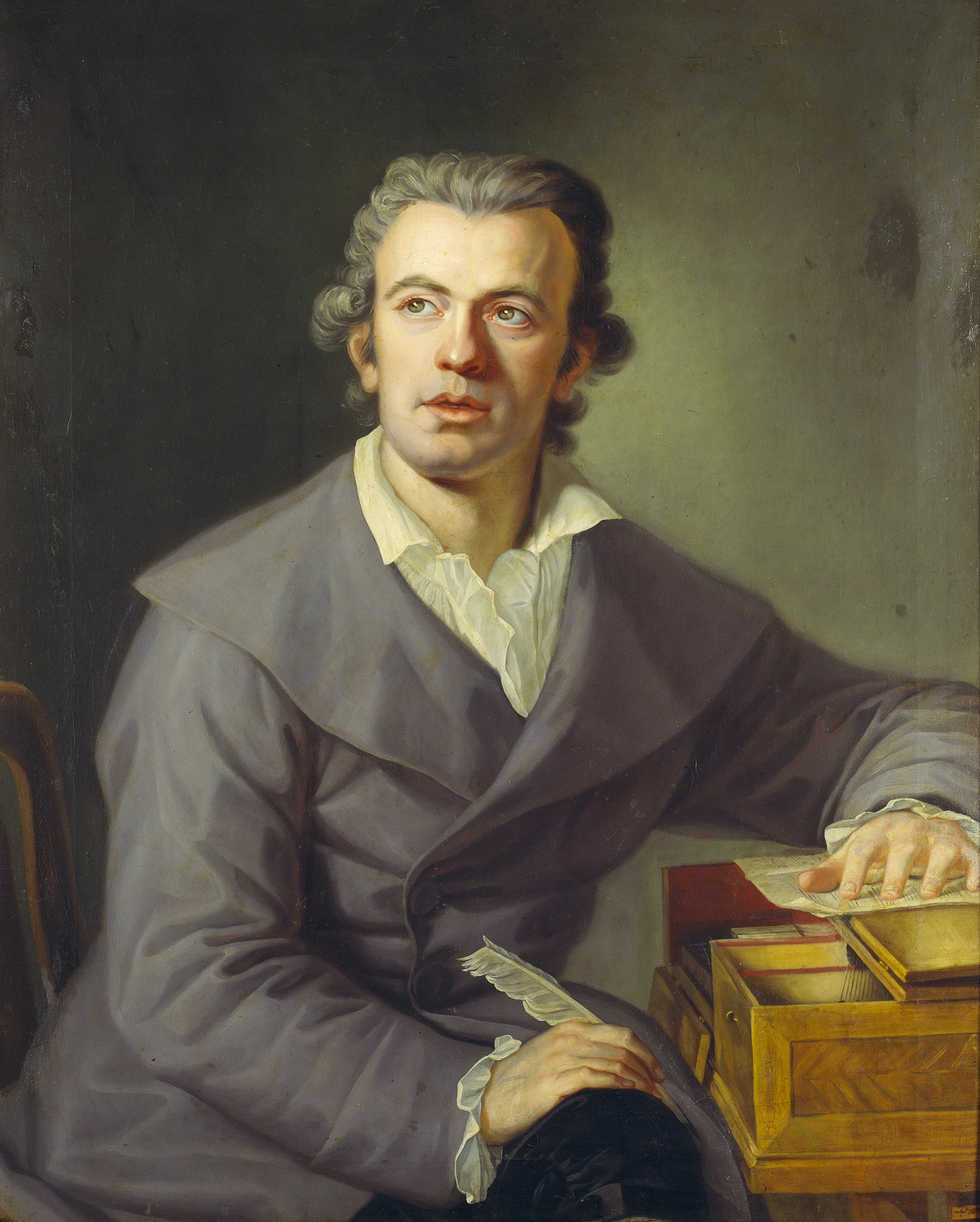
Johann Gottlieb Naumann (Gemälde von seinem Bruder Friedrich Gotthard Naumann, 1780)

Johann Gottlieb Naumann (* 17. April 1741 in Blasewitz bei Dresden; † 23. Oktober 1801 in Dresden) war ein deutscher Komponist, Dirigent und Kapellmeister der Klassik.

## Leben
Johann Gottlieb Naumann war der älteste Sohn des Häuslers und Landesakzise-Einnehmers Johann Georg Naumann und seiner Gattin Anna Rosina, geb. Ebert. Die musikalischen Grundlagen erhielt Johann Gottlieb Naumann durch einen Lehrer an der Landschule in Loschwitz, der ihn in Klavier und Orgel unterrichtete. Im Alter von 13 Jahren nahm er kurzfristig eine Schlosserlehre auf, nach deren Abbruch er Schüler an einer der drei Dresdner Lateinschulen wurde und seine musikalische Ausbildung weiterführen konnte. Ob es sich dabei um die Kreuzschule gehandelt hat und ob Naumann Unterricht bei Gottfried August Homilius genoss, ist ungewiss. Im Jahr 1757 nahm ihn der schwedische Geiger Anders Wesström mit auf eine Reise nach Italien.
Von 1759 bis 1763 nahm Naumann Unterricht bei Giuseppe Tartini in Padua, bei Giovanni Battista Martini in Bologna sowie bei Johann Adolph Hasse in Venedig. In dieser Zeit entstanden seine ersten Kompositionen. Zum Karneval 1763 brachte er seine erste Oper Il tesoro insidiato am Teatro San Samuele in Venedig zur Aufführung. Im selben Jahr verließ er Italien und kehrte nach Dresden zurück.

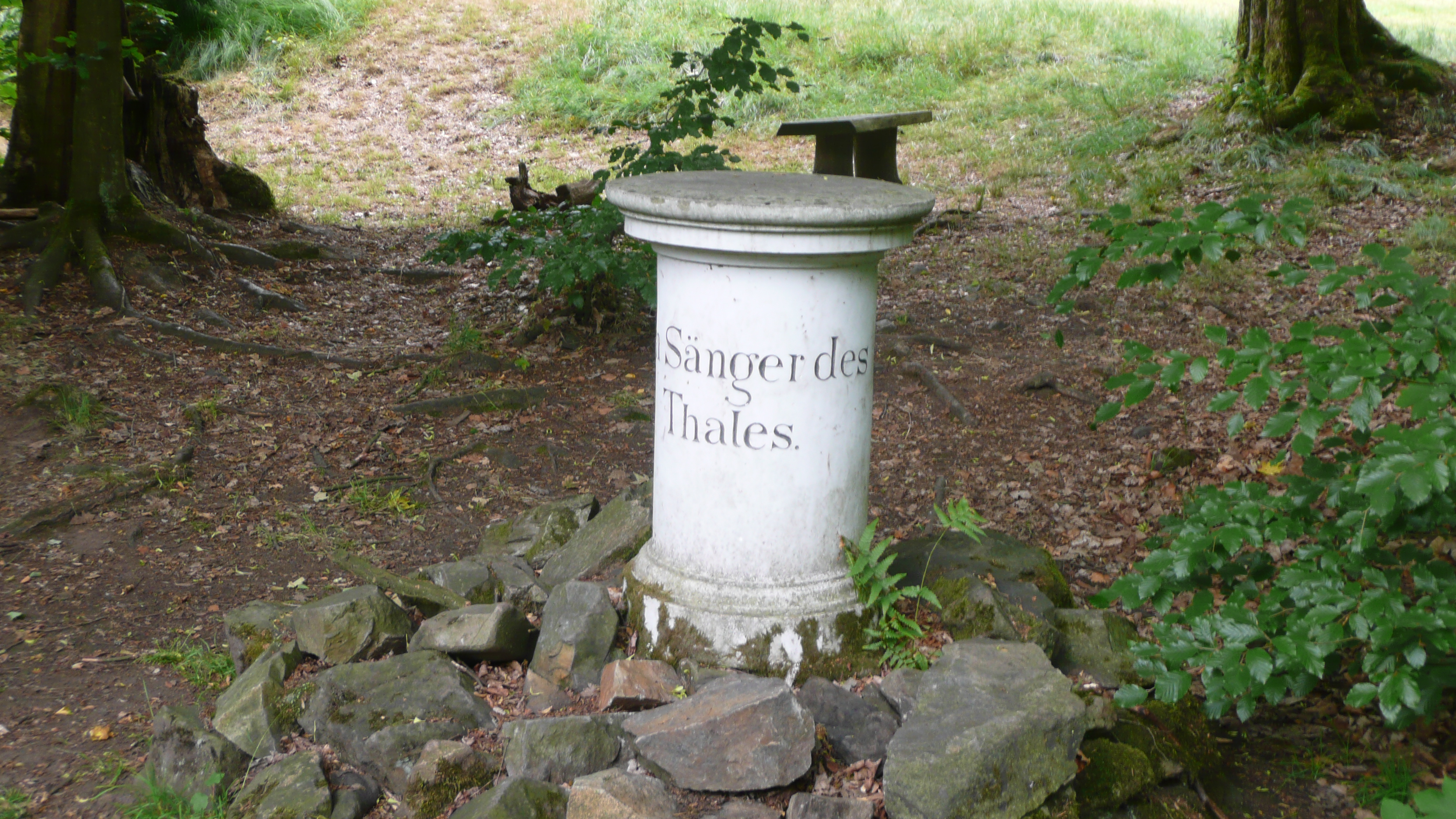
Gedenkstein für Naumann im Seifersdorfer Tal mit der Inschrift: „Dem Sänger des Thales. Naumann.“

Zum 1. August 1764 erhielt er auf Empfehlung Hasses und Giovanni Battista Ferrandinis eine Anstellung als „Kirchencompositeur“ am Dresdner Hof. Im darauf folgenden Jahr unternahm er zusammen mit seinen jüngeren Kollegen Joseph Schuster und Franz Seydelmann eine zweite Reise nach Italien, um weitere Studien durchzuführen. Im Frühjahr 1768 schrieb er für Palermo sein erstes italienisches Karwochenoratorium La passione di Gesù Cristo und wurde in die Accademia Filarmonica in Bologna aufgenommen. Im gleichen Jahr wurde er nach Dresden zurückgerufen, da er für die bevorstehende Hochzeit des jungen Kurfürsten Friedrich August III. die Oper La clemenza di Tito komponieren sollte. Eine weitere Reise führte ihn von 1772 bis 1774 über München wiederum nach Italien, wo er insgesamt fünf Opern für Venedig und Padua schrieb. Nach Erfolgen als Opernkomponist in Italien und der Ablehnung eines Rufes nach Berlin wurde er 1776 Dresdner Hofkapellmeister. Im Jahr 1777 erfolgte eine Einladung an den schwedischen Hof König Gustavs III., wo er an dessen Plänen für die Königlich Schwedische Oper mitarbeitete und die dortige Hofkapelle (Kungliga Hovkapellet) reformierte. Die 1786 entstandene Oper Gustav Wasa war in Schweden sehr erfolgreich und galt über Jahrzehnte als schwedische Nationaloper. Im gleichen Jahr erhielt Naumann in Dresden einen sehr vorteilhaften Vertrag auf Lebenszeit. Aus dieser Oper verwendete Carl Zuckmayer für sein 1938 uraufgeführtes Drama Bellman (Schauspiel in drei Akten) das Tischlied Så lunka vi så småningom und übersetzte es als So trolln wir uns.

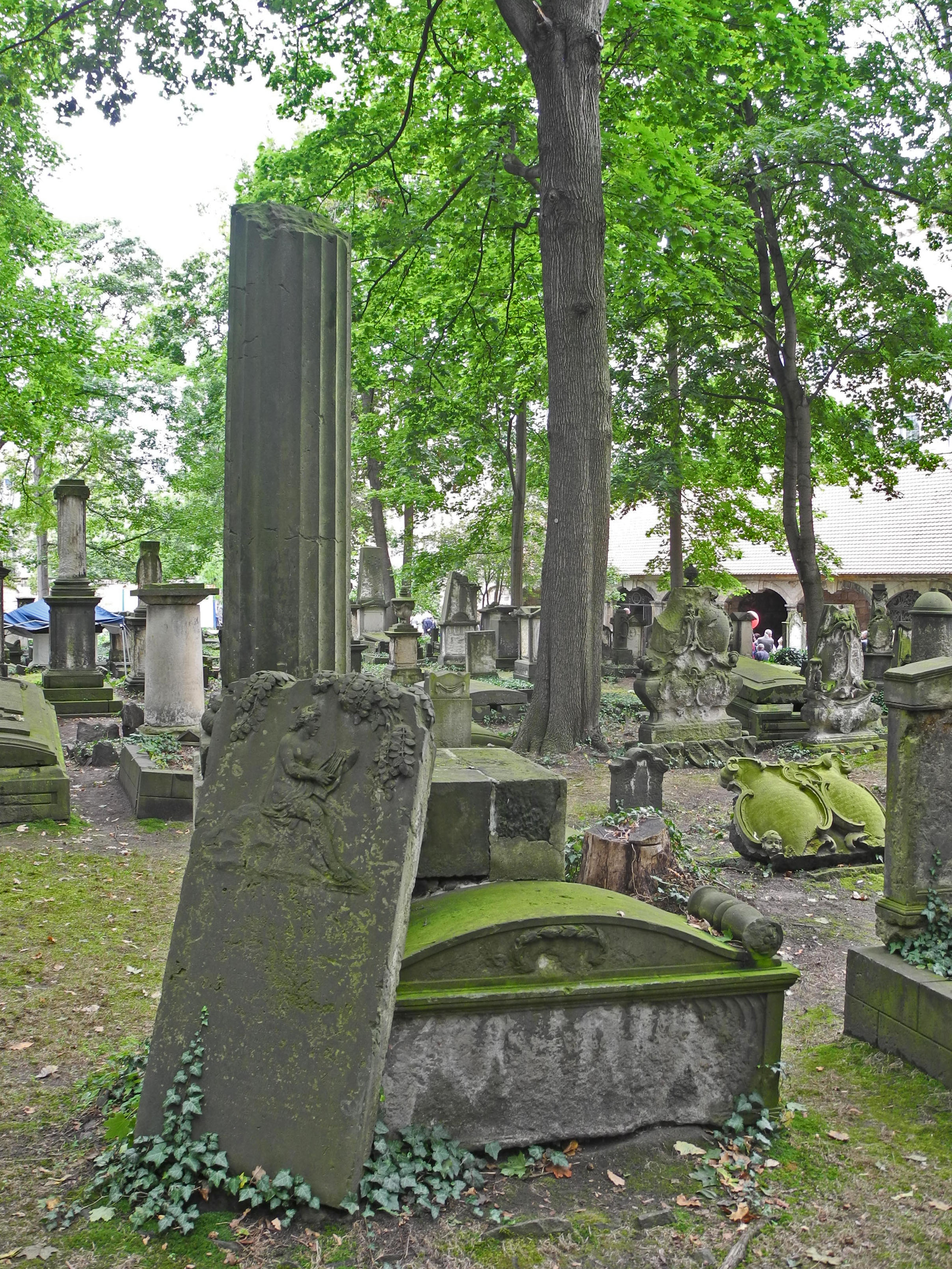
Johann Gottlieb Naumanns Grab auf dem Eliasfriedhof in Dresden. Das Relief auf der Steinplatte stammt vermutlich von Franz Pettrich.

Als Gastdirigent und Opernkomponist war er auch in Kopenhagen (1785–1786) und Berlin (1788–1789) tätig. Nach dem Aufenthalt in Berlin kehrte er nach Dresden zurück. Im Jahr 1792 heiratete er Catharina von Grodtschilling, die Tochter eines dänischen Vizeadmirals. Aus der Ehe gingen vier Kinder hervor. Zur selben Zeit begann er, bedingt durch zunehmende Schwerhörigkeit und andere Krankheiten, sich von der Opernbühne zurückzuziehen. Er starb 1801 und wurde auf dem Dresdner Eliasfriedhof im Feld D 5–6 beerdigt.
Johann Gottlieb Naumann war ein Bruder des Malers Friedrich Gotthard Naumann, der Vater des Mineralogen Carl Friedrich Naumann und des Mediziners Moritz Naumann sowie der Großvater des Komponisten und Musikschriftstellers Emil Naumann und des Musikers Ernst Naumann.

### Name
Naumann wurde zwar auf den Namen Johann Gottlieb getauft, der damaligen Mode folgend latinisierte er diesen jedoch als Johann Amadeus. Alle Erstdrucke seiner Werke erschienen, wenn der Vorname genannt wurde, unter dem Namen Johann (bzw. Giovanni) Amadeus Naumann.

## Werk
Johann Gottlieb Naumann war ein sehr produktiver Komponist. Die Zahl seiner Kompositionen geht in die Hunderte. Er schrieb vorrangig Opern, Oratorien, lateinische und deutsche Kirchenmusik, Lieder und Kammermusik. Zu Lebzeiten hoch geschätzt, geriet er nach seinem Tode weitgehend in Vergessenheit. Erst im 20. Jahrhundert erlebten seine Werke eine Renaissance.
Johann Gottlieb Naumann gilt als einer der letzten Repräsentanten der „italienischen Oper“ in Deutschland, er begann mit den Typus der italienischen Seria und ging später zur französischen Ballett-Oper über. Naumann war in der Zeit nach Hasse, der bis 1763 am sächsischen Hof tätig war, die bedeutendste Musikerpersönlichkeit Dresdens, wo auch seine lateinische Kirchenmusik bis in die 1930er hinein in ungebrochener Tradition aufgeführt wurde. In Schweden und Dänemark gilt er als Reformator des dortigen Musiklebens und ist dort wesentlich bekannter als in Deutschland.
Bei der folgenden Auswahl seiner Werke geben Jahreszahlen in Klammern das Jahr der Fertigstellung an; vollständige Daten mit Ortsangabe das Datum der Uraufführung. Eine Jahreszahl mit vorangestelltem „ed.“ ohne Klammern gibt das Jahr der Erstveröffentlichung an.

### Bühnenwerke
- Il tesoro insidiato, Intermezzo, 2 Teile (28. Dezember 1762, Venedig)
- Li creduti spiriti, dramma giocoso, 3 Akte (18. Februar 1764, Venedig)
- L’Achille in Sciro, dramma per musica, 3 Akte (5. September 1767, Palermo, Teatro Santa Cecilia)[3]
- Alessandro nelle Indie, dramma per musica, 3 Akte (nicht aufgeführt; 1768 für Venedig komponiert)
- La clemenza di Tito, dramma per musica, 3 Akte (1. Februar 1769, Dresden)
- Il vilano geloso, dramma giocoso, 3 Akte (20. November 1770, Dresden)
- Solimano, dramma per musica, 3 Akte (Karneval 1773, Venedig)
- L’isola disabitata, azione per musica, 2 Teile (Februar 1773, Venedig)
- Armida, dramma per musica, 3 Akte (13. Juni 1773, Padua)
- La villanella incostante, dramma giocoso, 3 Akte (Herbst 1773, Venedig)
  - wiederaufgeführt als Le nozze disturbate (16. November 1774, Dresden)
- Ipermestra, dramma per musica, 3 Akte (1. Februar 1774, Venedig)
- L’Ipocondriaco, dramma giocoso, 3 Akte (13. März 1776, Dresden)
- Amphion, opéra-ballet, 1 Akt (24. Januar 1778, Stockholm)
- Cora och Alonzo, tragédie lyrique, 3 Akte (30. September 1782, Stockholm)
- Elisa, dramma per musica, 2 Akte (21. April 1781, Dresden)
- Osiride, dramma per musica, 2 Akte (27. Oktober 1781, Dresden)
- Tutto per amore, dramma giocoso, 2 Akte (5. März 1785, Dresden)
- Gustaf Wasa, tragédie lyrique, 3 Akte (19. Januar 1786, Stockholm)
- Orpheus og Eurydike, 3 Akte (31. Januar 1786, Kopenhagen)
- La reggia d’Imeneo, festa teatrale, 1 Akt (21. Oktober 1787, Dresden)
- Medea in Colchide, dramma per musica, 3 Akte (16. Oktober 1788, Berlin)
- Protesilao, dramma per musica, 2 Akte (1. Akt von Johann Friedrich Reichardt; 26. Januar 1789, Berlin)
  - mit nachkomponiertem 1. Akt von Naumann (Februar 1793, Berlin)
- La dama soldato, dramma giocoso, 2 Akte (30. März 1791, Dresden)
- Amore giustificato, festa teatrale, 1 Akt (12. Mai 1792, Dresden)
- Aci e Galatea, ossia I ciclopi amanti, dramma giocoso, 2 Akte (25. April 1801, Dresden)

### Vokalmusik

#### Lateinische Kirchenmusik
- Messen: Die traditionelle Zählung von 21 abgeschlossenen Messvertonungen ist nach neueren Forschungen (Bemmann 2008) ein Konstrukt des 19. Jahrhunderts. In der Regel setzte Naumann für die Aufführungen in der Dresdener Hofkirche das fünfsätzige Ordinarium missae aus seinem Bestand an einzelnen Meßsätzen immer wieder neu zusammen. Nach Bemmann (2008) lassen sich jedoch 8 Messen rekonstruieren, die stets als geschlossene Zyklen aufgeführt wurden; es handelt sich dabei um folgende Werke (alte Nummerierung in Klammern):
  - Messe 1 (Nr. 1) d-Moll (1767)
  - Messe 2 (Nr. 5) F-Dur (1774)
  - Messe 3 (Nr. 14) A-Dur (1782)
  - Messe 4 (Nr. 16) d-Moll (1786)
  - Messe 5 (Nr. 17) a-Moll (1791)
  - Messe 6 (Nr. 18) d-Moll (1794)
  - Messe 7 (Nr. 19) As-Dur (1791)
  - Messe 8 (Nr. 20) A-Dur (Erstfassung von Kyrie, Gloria und Credo: 1774–1779; Endfassung als Zyklus: 1798)
- Einzelne Meßsätze (dazu gehören auch die Sätze der oben nicht aufgeführten „konstruierten“ Messen): 15 Kyrie (zwischen 1766 und 1801); 13 Gloria (zwischen 1766 und 1799); 14 Credo (zwischen 1766 und 1789); 18 Sanctus (zwischen 1766 und 1801); 17 Agnus Dei (zwischen 1769 und 1801)
- 20 Offertorien (zwischen 1765 und 1797)
- 9 Vesperzyklen (zwischen 1764 und 1799), etliche einzelne Vesperpsalmen
- 18 Marianische Antiphonen (Alma redemptoris mater, Salve regina, Regina coeli, Ave regina coelorum) und weitere liturgische Kompositionen

#### Italienische Oratorien
- La passione di Gesù Cristo (zwei Vertonungen: 1767 und 1787)
- Isacco, figura del redentore (1772)
- Sant’Elena al Calvario (1775)
- Il Giuseppe riconosciuto (1777)
- Il ritorno del figliolo prodigo (1785)
- La morte d’Abel (1790)
- Davide in Terebinto (1794)
- I pellegrini al sepolcro di Nostro Signore (1798)
- La Betulia liberata (1805 posthum)
- Joseph reconnu de ses frères (? für Paris)

#### Deutsche Kirchenmusik
- Der 96. Psalm (1779)
- Zeit und Ewigkeit (1783)
- Unsere Brüder (1785, Digitalisat)
- Der 103. Psalm, Lobe den Herrn, meine Seele (1790) für Soli, Chor und Orchester. Berliner Chormusik-Verlag/Edition Musica Rinata, 2014
- Gottes Wege (1794, Digitalisat)
- Der 111. Psalm (1796)
- „Um Erden wandeln Monde“, mit Vater unser (1799?), ed. 1823

#### Weltliche Vokalmusik
- Ca. 20 weltliche Kantaten
- Etliche Duette, Terzette und Kanons
- [12] Freymaurerlieder mit neuen Melodien, ed. 1775; weitere Freimaurergesänge
- Sammlung von [36] Liedern beim Klavier zu singen, ed. 1784; weitere Liedersammlungen ähnlichen Inhalts
- Arietten und Canzonetten
- Die Ideale von Schiller und Naumann nicht für Viele, ed. 1797
- Cantatina an die Tonkunst, ed. 1799

### Instrumentalmusik (Auswahl)
- 2 Sammlungen à 6 Sonaten für Glasharmonika, ed. 1785 und 1790
- 6 Divertimenti für 2 Violinen und Viola
- 2 Trios für 2 Violinen und Violoncello (Autograph)

#### Musik für Tasteninstrumente
- Konzert für Cembalo/Klavier, zwei Violinen, zwei Oboen, zwei Hörner, Viola da gamba und Bass, ed. 1793
- Vier Sonaten für Cembalo
- Sonatinen für Cembalo mit Bläserbegleitung
- Trios für Cembalo oder Klavier, Violine und Bass; für zwei Violinen und Viola; für zwei Violinen und Violoncello; für zwei Violinen und Bass
- Duos für 2 Violinen; für Violine und Cembalo
- Zwei Claviersonatinen
- Concerto für zwei Claviere B-Dur
- Six Quatuors pour le Clavecin ou Piano Forte avec l’Accompagnement d’une Flute, Violon et Basse (Herausgeber J. J. Hummel, Berlin, Oeuvre Premier)
- Six Sonates pour le Clavecin avec l’Accompagenement d’un Violon (Herausgeber J. J. Hummel, Berlin, Oeuvre II)
- Six Sonates pour le Forte Piano ou l’Harmonica (Herausgeber J. J. Hummel, Berlin, Oeuvre IV)
- Six Sonates pour l’Harmonica qui peuvent servir aussi pour le Piano Forte (Herausgeber Hilscher, Dresden)
- Präludium und Fuge D-Dur für Orgel
- Trois Sonates pour le orgue
- Divertimento Es-Dur für Orgel
- Tre pezzi a gusto italiano per la organa
- Schwedische Suite für Orgel (Herausgeber Sproesser, Blasewitz bey Dresden)
- Präludium und Fuge B-Dur für Orgel
- Trois Sonates pour le clarinettino d’amore et orgue

## Nachlass
Ein Teil des kompositorischen Nachlasses von Johann Gottlieb Naumann wird in der Musikabteilung der Sächsischen Landesbibliothek – Staats- und Universitätsbibliothek Dresden aufbewahrt (Signatur: Mus.3480-…). Er umfasst ca. 500 Katalognummern (etwa 140 Musikautographe, daneben zahlreiche Abschriften und Drucke).

## Die Naumann-Gesellschaft
Der Dresdner Dirigent, Organist und Pianist Franns-Wilfrid von Promnitz rief 1991 die musikalische Naumann-Gesellschaft ins Leben, die sich zunächst als ausführender Freundeskreis der Naumannschen Musik verstand. Seit 1995 wird die Naumann-Gesellschaft als e. V. geführt.
Von Promnitz sichtete und rekonstruierte mehr als 75 Werke des Komponisten und leitete mehrere Erstaufführungen. Besonders zu nennen sind folgende Opern-Inszenierungen:
- 30. Mai 1992: Cora (Spielleitung: Justus Carrière)
- 22. Mai 1993: Amphion
- 14. Mai 1994: Orpheus (Choreografie: Bea Beck)
- 27. Mai 1995: Titus
- 31. Mai 1996: Die Dame als Soldat (Regie: Claus Martin)
- 6. Juni 1999: Medea, Uraufführung der deutschen Textfassung im Theater Meißen (Inszenierung: Annette Jahns, Bühnenbild: Arne Walther, Kostüm: Marina Zydek, Technische Leitung: Ulrich Bahrmann)
- 14. Juni 2001: Abels Tod, Aufführung im Militärhistorischen Museum Dresden unter Mitwirkung der Dresdner Kapellknaben

Unter von Promnitz' nutzte die Naumann-Gesellschaft ab 1991 für ihre Aufführungen und Konzerte historische Aufführungsstätten im Landschaftspark Seifersdorfer Tal sowie zahlreiche Kirchen und Schlösser in Dresden und dessen Umgebung.

## Ehrungen

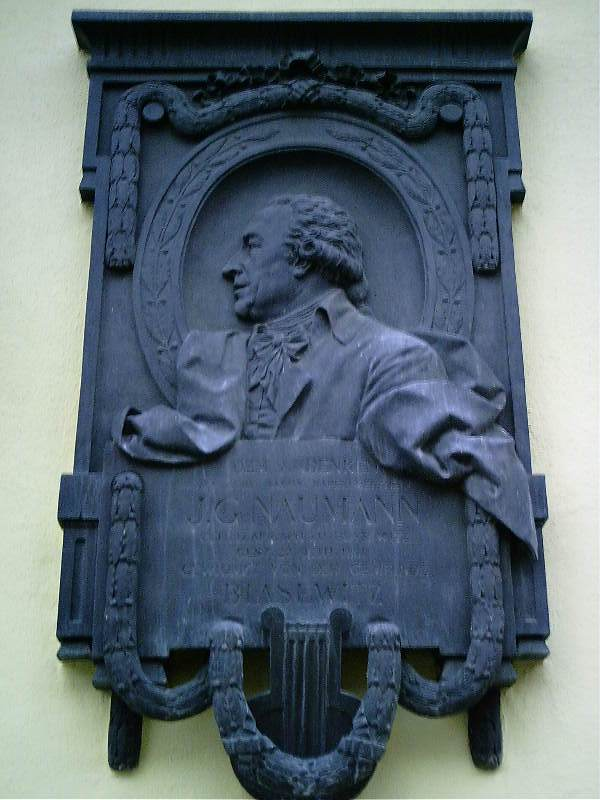
Gedenktafel am Rathaus (heute Stadtbezirksamt) von Blasewitz in der Naumannstraße 5

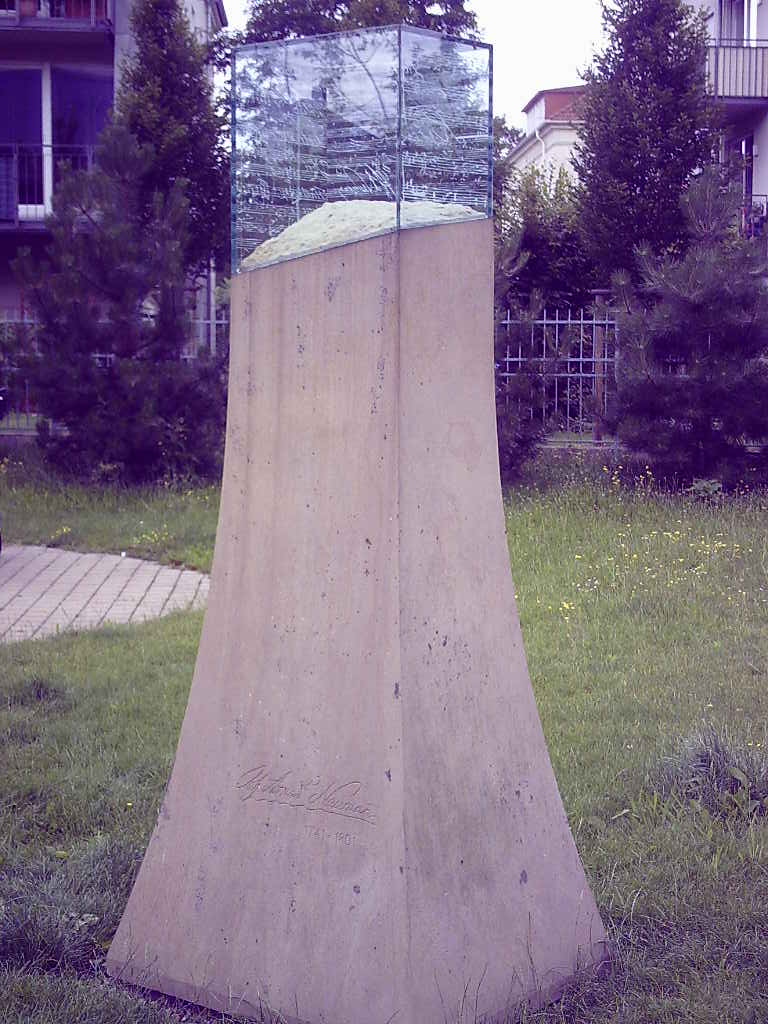
Gedenkstele am Platz von Naumanns ehemaligem Wohnhaus

Der Ort Blasewitz (1921 nach Dresden eingemeindet) hat nach ihm die Naumannstraße benannt (heute zwischen Schillerplatz und Barteldesplatz; damals auch die heutige Goetheallee umfassend bis zur Einmündung Prellerstraße).
Am Standort seines letzten Wohnhauses, auf dem heutigen südwestlichen Vorplatz der Einkaufspassage Schillergalerie unweit des Schillerplatzes, ist eine Gedenkstele aufgestellt.
Die 63. Grundschule in Dresden-Blasewitz trägt Naumanns Namen und hat im Foyer eine ihm gewidmete Gedenktafel. Eine weitere Gedenktafel erinnert seit 1902 (heute Kopie) an der Fassade des ehemaligen Blasewitzer Rathauses an ihn. Diese wurde von Kurt Diestel entworfen. Im Seifersdorfer Tal gibt es ihm zu Ehren ein Denkmal mit der Aufschrift „Dem Sänger des Tales – Naumann“.